# Contea di Gyirong
La contea di Gyirong (吉隆县S, Jílóng XiànP) è una contea della Cina, situata nella Regione Autonoma del Tibet e amministrata dalla prefettura di Shigatse.